# Vénérieu
Vénérieu är en kommun i departementet Isère i regionen Auvergne-Rhône-Alpes i sydöstra Frankrike. Kommunen ligger i kantonen Crémieu som tillhör arrondissementet La Tour-du-Pin. År 2022 hade Vénérieu 975 invånare.

## Befolkningsutveckling
Antalet invånare i kommunen Vénérieu
Referens:INSEE